# Med døden til følge
|  | Denne artikel er oprettet af botten PalnaBot ud fra en ekstern database. Den kan derfor have sproglige fejl eller mangler. Denne skabelon kan fjernes efter kontrol af indholdet. |

Med døden til følge er en dokumentarfilm instrueret af Eva Mulvad efter manuskript af Line Fabricius, Eva Kanstrup.

## Handling
For første gang i Danmarkshistorien har det danske retsvæsen givet lov til at en hel retssag bliver filmet. »Med døden til følge« tager os om bag de sensationelle overskrifter og inddrager os i de komplekse overvejelser om beviser og straf, som dommere dagligt håndterer på danskernes vegne. Den konkrete sag handler om en mand, der slog sin bedste ven ihjel med et samurai sværd - var det et uheld eller var det en bevidst handling, da manden førte sværdet? Sagen er drabelig og følelsesladet. Der står meget på spil for den tiltalte, som både skal genopleve den tragiske nat hvor hans ven døde og samtidig forsøge at klare sig gennem en retssag, hvor han står til flere års fængsel.